# Richard Henry Friend

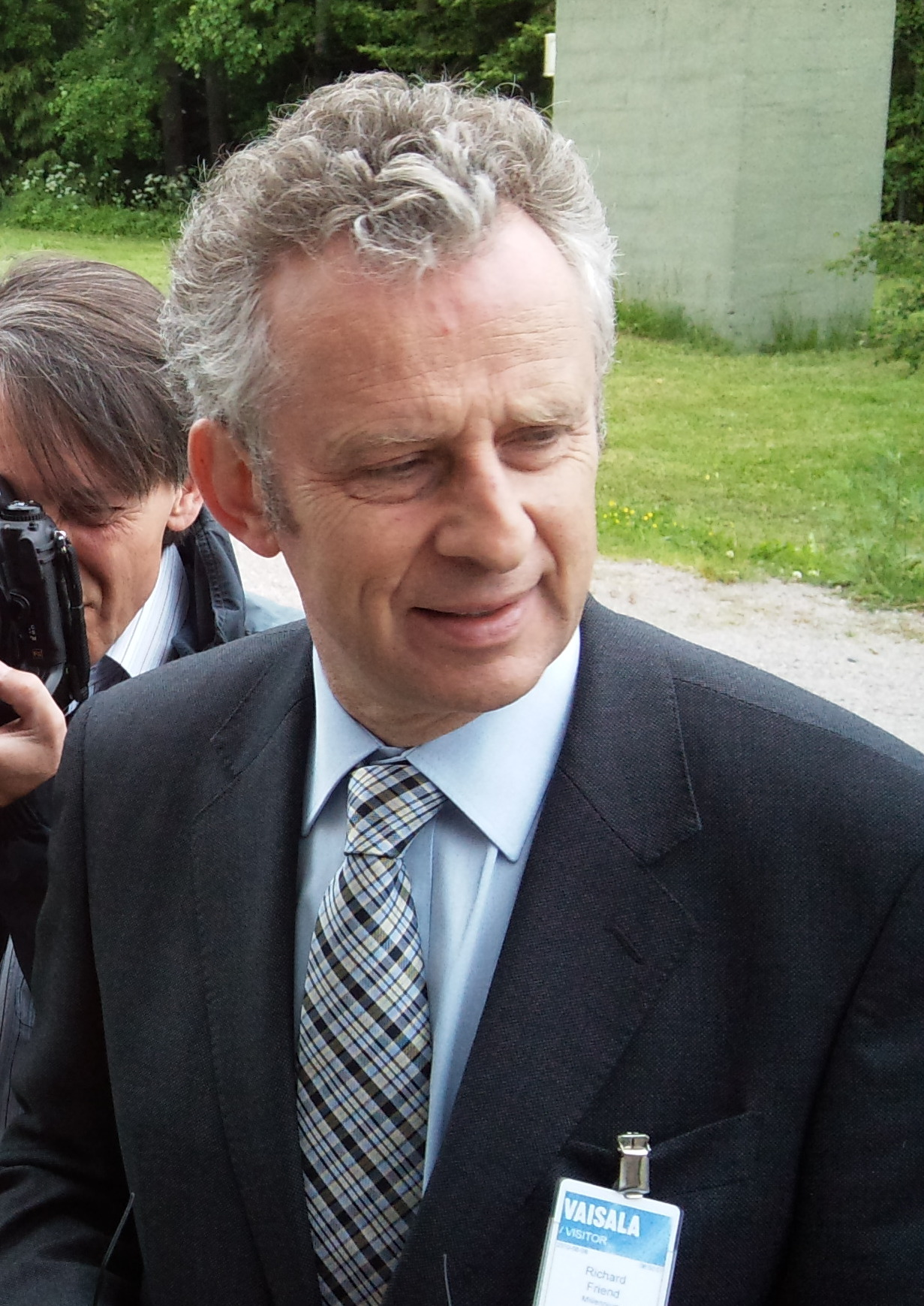
Richard Friend

Richard Henry Friend (* 18. Januar 1953 in London) ist ein britischer Physiker.
Friend studierte an der Universität Cambridge (Trinity College), wo er 1974 seinen Bachelor-Abschluss erwarb. Danach war er Forschungsstudent am Cavendish Laboratory. 1977 wurde er Fellow des St. John’s College und 1978 wurde er promoviert. Als Post-Doktorand war er 1977/78 Wissenschaftler des CNRS an der Universität Paris-Süd. 1980 wurde er University Demonstrator, 1985 Lecturer und 1993 Reader an der Universität Cambridge. Seit 1995 ist er dort Cavendish Professor of Physics und seit 2004 Vorsitzender der Physik-Fakultät. 1986/87 war er Gastprofessor an der University of California, Santa Barbara und seit 2006 ist er auch Professor an der National University of Singapore.
Friend ist ein Pionier auf dem Gebiet von Halbleitern aus Polymeren. Er demonstrierte aus diesen Materialien FETs (1988), LEDs (1990), effiziente photovoltaische Dioden (1995), Laser (1996), direkt druckbare (mit Tintenstrahldruckern) Transistorschaltkreise (2000), lichtemittierende Transistoren (2006).
Seit 1996 ist er Chefwissenschaftler von Cambridge Display Technology, das er mit Andrew Bruce Holmes gründete, und seit 2000 wissenschaftlicher Berater bei Plastic Logic Ltd. Beide Firmen hat er mit gegründet.

## Preise und Auszeichnungen
- 1988 Charles-Vernon-Boys-Preis
- 1993 Fellow der Royal Society
- 1996 Hewlett Packard Prize der European Physical Society
- 1998 Rumford-Medaille der Royal Society
- 2002 Fellow, Silbermedaille und McRobert Preis der Royal Academy of Engineering
- 2003 Goldmedaille der European Materials Research Society,
- 2003 Descartes-Preis der Europäischen Kommission
- 2003 Faraday-Medaille des Institute of Electrical Engineers
- 2003 wurde er für Verdienste um die Physik zum Knight Bachelor ernannt[1]
- 2004 wurde er Ehrenfellow des Trinity College
- 2008 Ehrenfellow des Institute of Physics[1]
- 2009 König-Faisal-Preis[2]
- 2009 die Swan Medal (zusammen mit David Fyfe)
- 2010 Millennium Technology Prize[3]
- 2011 den Harvey Prize des Technion[4]
- 2013 Auswärtiges Mitglied der National Academy of Engineering[5]
- 2015 Von Hippel Award
- 2024 Isaac-Newton-Medaille
- Er ist mehrfacher Ehrendoktor (Universität Linköping, Universität Mons, Radboud-Universität Nijmegen, Heriot-Watt University).